# Séisme de 2024 à Hualien
Le séisme de 2024 à Hualien se produit le 3 avril à 7 h 58 min 9 s heure locale (2 avril à 23 h 58 min 9 s UTC), avec une magnitude de moment Mw= 7,2 à 7,5. Il se situe à 105 km à l'est de la ville de Taichung et dans l'environnement immédiat (14 km) de la ville de Hualien, à Taïwan.
Selon l'Administration centrale de la météorologie de Taïwan (Central Weather Administration), l'épicentre est situé à 23.77°N, 121.67°E et le foyer se situe à 15,5 km de profondeur. Ce séisme est le plus puissant à toucher le pays depuis le séisme de 1999 à Chichi.

## Contexte géotectonique
L'île de Taïwan se situe à la rencontre de la plaque philippine et de la plaque eurasiatique. Leurs interactions complexes, qui font également intervenir d'autres plaques comme la plaque du Yangtsé, la plaque d'Okinawa et la plaque de Sunda, et montrent des changements de sens dans la subduction au niveau de l'île, créent de très grandes déformations. Il s'agit donc d'une région très fortement sismique. La zone où se produit le séisme est une chaîne montagneuse élevée (près de 4 000 m) située à l'est du pays et orientée nord-nord-est/sud-sud-ouest.
On trouve plusieurs grands systèmes de failles actives dans cette région de l'est de l'île, dont deux ont un azimut nord-nord-est sud-sud-ouest: la faille de la vallée longitudinale (Longitudinal Valley Fault, LVF), à pendage sud-est et la faille de la chaîne côtière (Coastal Range Fault, CRF), à pendage nord-ouest. L'une comme l'autre de ces failles aurait pu être responsable du séisme.

## Caractéristiques du séisme
Le séisme atteint une magnitude de moment Mw= 7,2 à 7,5.
Il est en faille inverse et relativement profond. Il s'est très probablement produit sur la LVF, qui a un pendage sud-est, mais d'autres hypothèses peuvent être envisagées, la région étant très complexe tectoniquement. Le premier plan nodal du mécanisme au foyer montre un jeu inverse avec une composante dextre sur une faille qui plonge à 36° vers le nord-nord-ouest, la faille étant orientée ouest-sud-ouest, est-nord-est, (azimut, pendage, rake ) = (237, 36, 119). Le second plan nodal montre un jeu inverse avec une composante senestre sur une faille qui plonge à 60° vers l'est-sud-est, la faille étant orientée nord-nord-est, sud-sud-ouest, (azimut, pendage, rake) = (23, 60, 71) (visualiser le mécanisme au foyer).
Le glissement maximal sur la faille qui a rompu pourrait aller de 1,25 m (USGS) à 2,7 m (OCA). La rupture se propage essentiellement vers le nord-est sur une cinquantaine de kilomètres,, ce qui est confirmé par les premières données géodésiques InSAR provenant du satellite ALOS-2 et interprétées par des scientifiques japonais.

## Répliques
Plus d'une soixantaine de répliques, dépassant pour la plupart la magnitude 4, sont enregistrées dans les 24 heures qui suivent la rupture. L'une d'entre elles atteint même la magnitude Mw= 6,4. Elle a lieu peu de temps après le premier séisme et se produit dans une zone plus proche de la surface.

## Essaim de séismes des 22 et 23 avril
Les 22 et 23 avril, un essaim de plus de 150 séismes se produit à nouveau dans les mêmes lieux, deux des séismes ayant des magnitudes de 6 et 6,3, et une intensité macro-sismique qui atteint le niveau 5- selon la classification de Taïwan (CWASIS). Aucun blessé n'a été signalé. Deux immeubles de Hualien, déjà évacués lors du séisme principal, s'inclinent dangereusement. Les cours et le travail sont suspendus dans la région,.

## Tsunami
Le séisme du 3 avril génère un tsunami qui atteint une hauteur de 31 cm à Ishigakijima au Japon et atteint les Philippines. Il est estimé à 1  ou   2 m à Taïwan.

## Dommages

### Intensité macro-sismique
Pour cet événement, l'intensité macro-sismique (mesure des dommages) atteint un niveau de 6+ selon l'échelle d'intensité de l'Administration centrale de la météorologie de Taïwan (en chinois : 交通部中央氣象署地震震度分級, en anglais : Central Weather Administration seismic intensity scale ou CWASIS).
| Niveau              | Accélération du sol | Vitesse du sol | Effets |
| ------------------- | ------------------- | -------------- | --- |
| 6+ très fort (烈震) | 80 gal et plus      | 80 à 140 cm·/s | Difficultés pour marcher à cause des secousses violentes. Dommages aux bâtiments. Les meubles lourds sont renversés. Les portes et fenêtres se plient. Les chauffeurs de véhicules ont du mal à changer de direction. Des explosions de sable et d'argiles ont lieu. |

### Victimes
Le séisme fait, d'après le bilan provisoire du 11 avril, au moins 16 morts, 3 disparus et 1 155 blessés. Plusieurs centaines de personnes sont bloquées dans des tunnels ou des régions montagneuses, où des vivres sont livrées par hélicoptère. Des drones et des chiens sauveteurs sont également utilisés pour la recherche des disparus.
L'île de Taïwan étant particulièrement préparée aux catastrophes naturelles, spécifiquement dans la construction de bâtiments anti-sismiques, relativement peu de victimes sont à déplorer en ce qui concerne l'effondrement de ces bâtiments. Par contre, le tremblement de terre principal et la série particulièrement puissante de répliques qui a suivi entraîné de nombreux glissements de terrain. L'autoroute provinciale no 8 de Hualien est coupée, et une cinquantaine de personnes manquent à l'appel, puis sont retrouvées et secourues.

### Dommages matériels
Les secousses se propagent dans l'ensemble de l'île. Le Centre des opérations d'urgence à Taïwan signale au moins 430 bâtiments effondrés ou endommagés dans tout le pays.

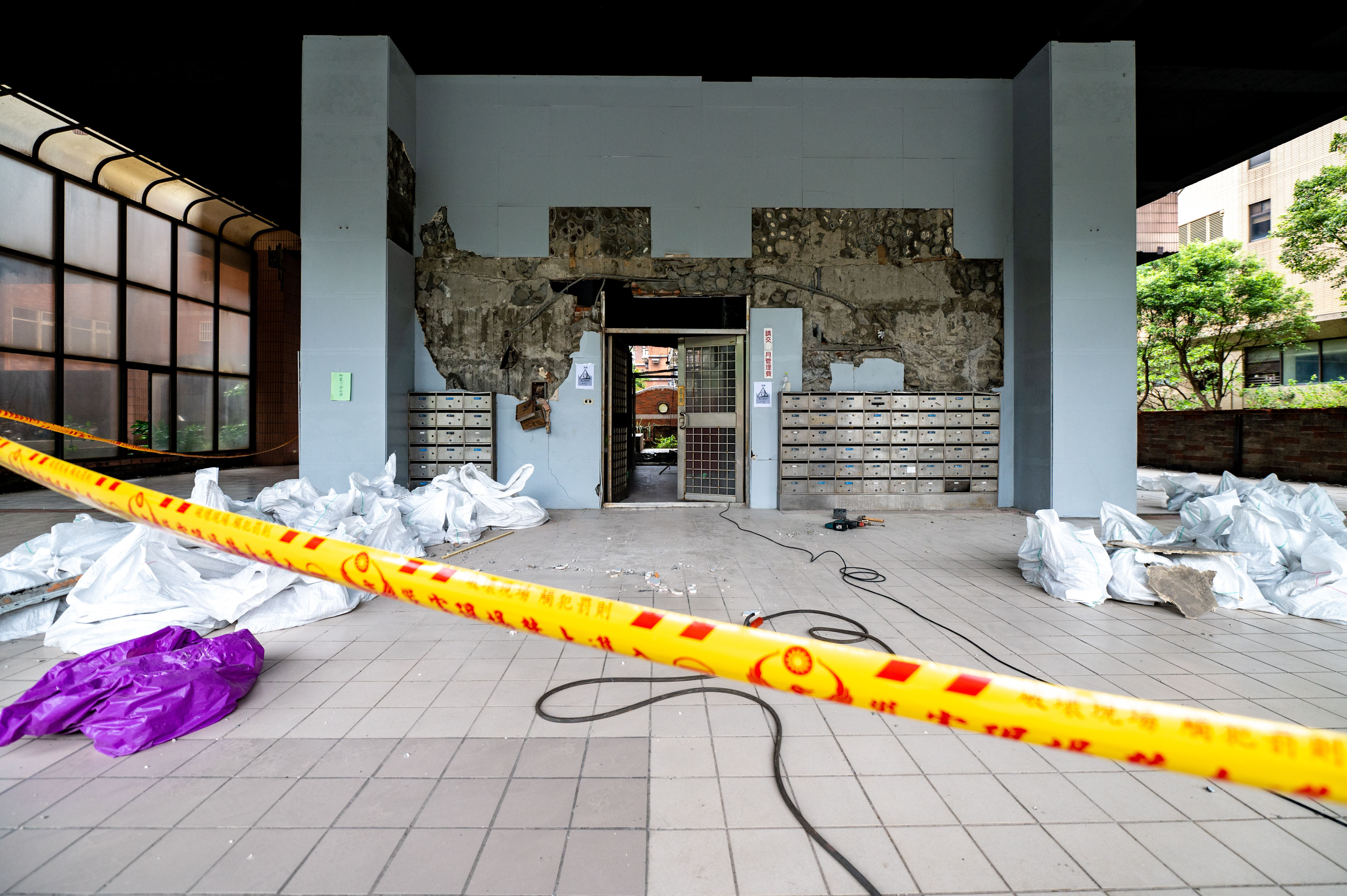
Immeuble résidentiel endommagé à Taoyuan.
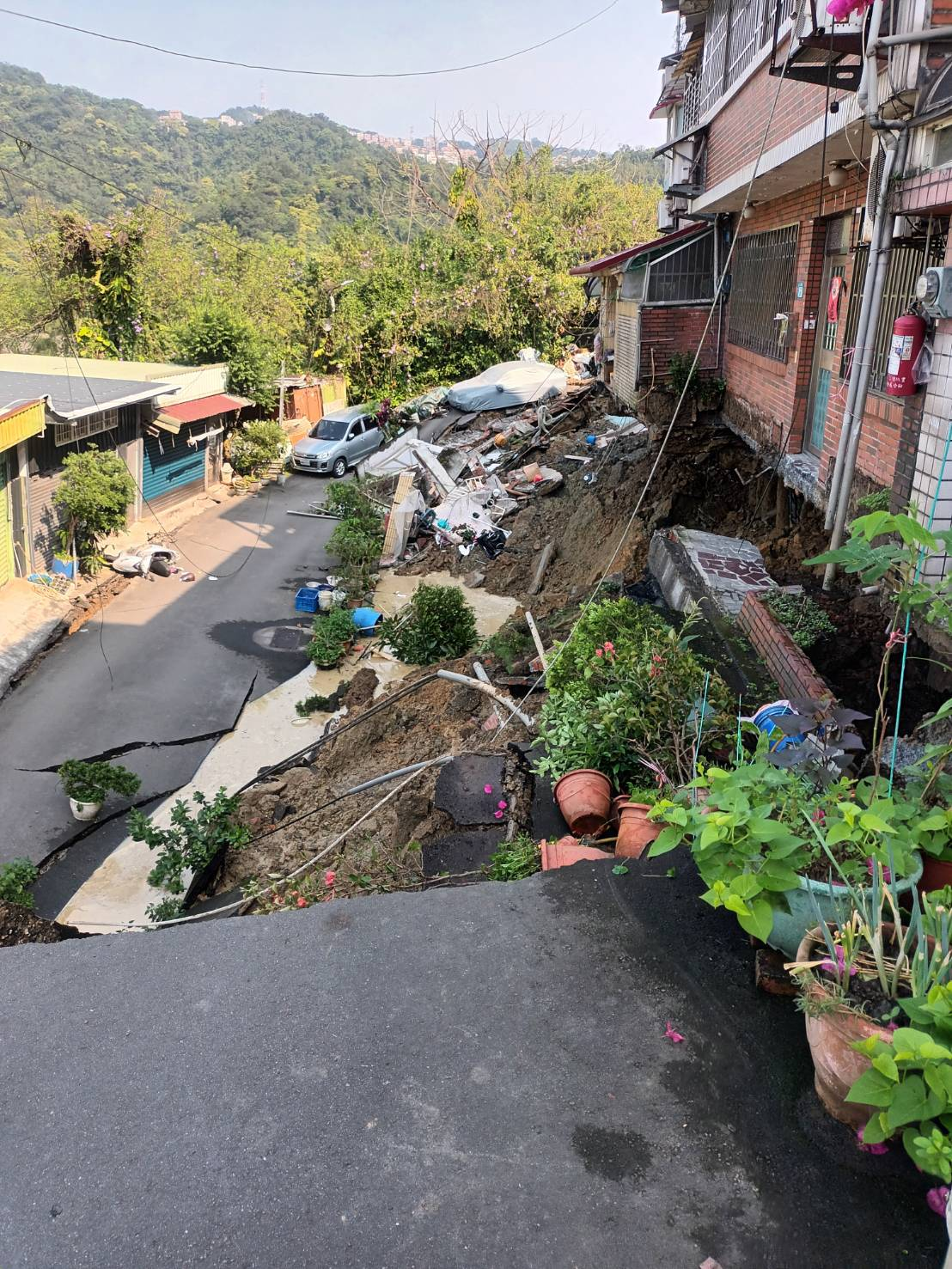
Affaissement de terrain à Nouveau Taipei.
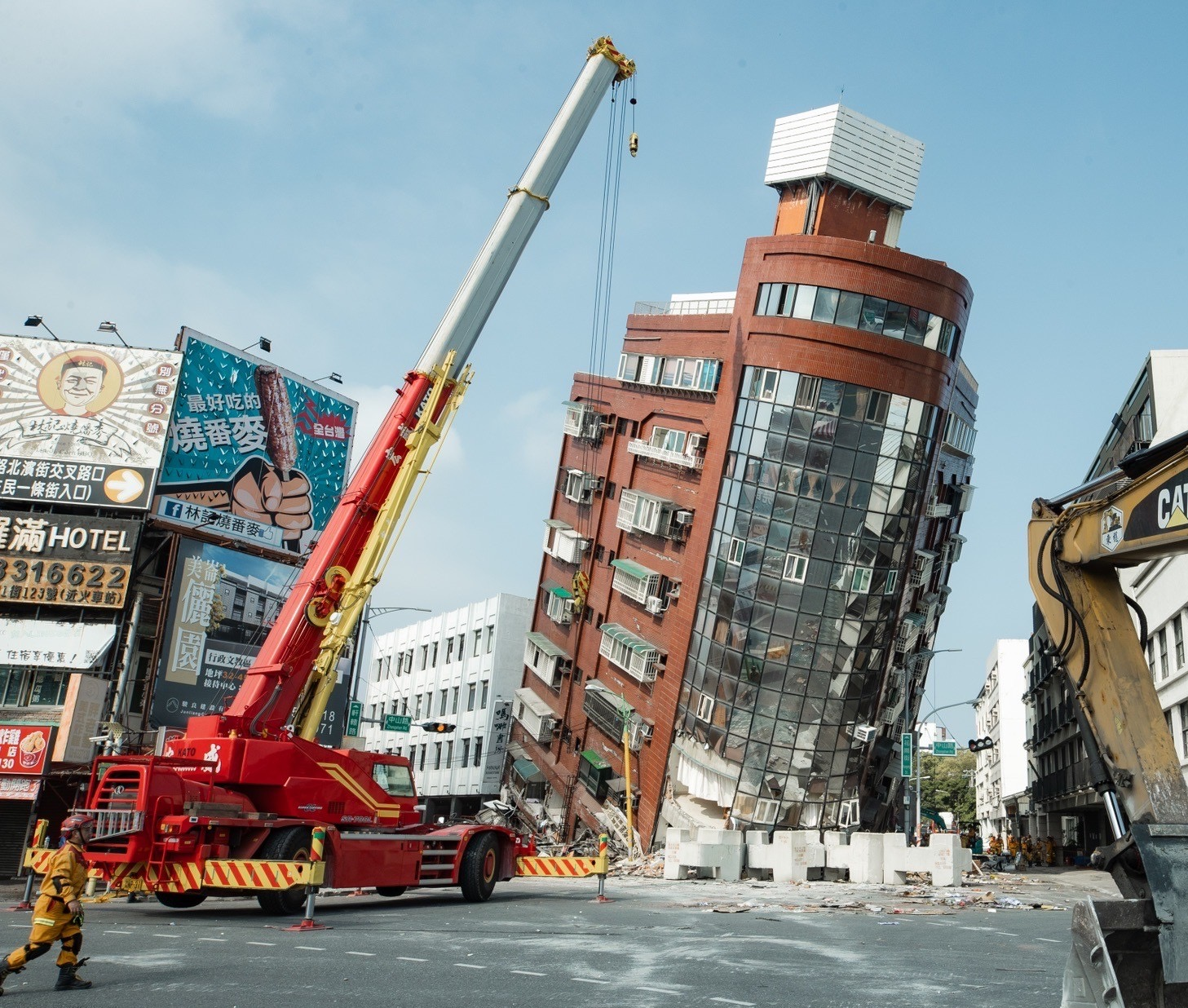
L'immeuble Uranus à Hualien, après le séisme.
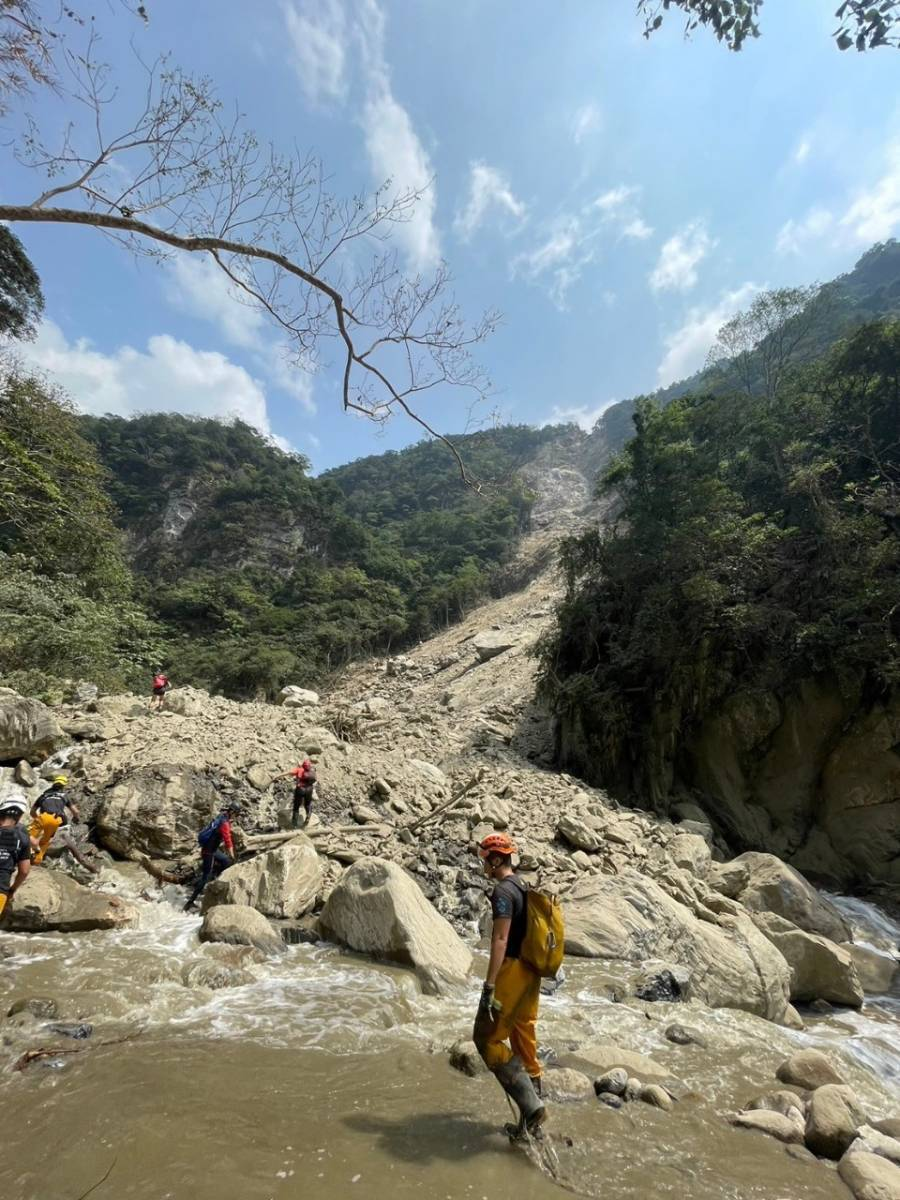
Glissement de terrain à Hualien.

### Aide internationale
- Japon : Le 5 avril, le gouvernement japonais indique faire don d'un million de dollars américains pour la reconstruction à Taïwan[20].
- La Lituanie fait un don de 50 000 euros.
- La Thaïlande fait un don d'un million de dollars taïwanais (un dollar taïwanais = 0,029 euros) [21].
- La  République tchèque envoie un don de 150 000 dollars à Taïwan pour soutenir les travaux de reconstruction à la suite du tremblement de terre.
- La commission des affaires étrangères et de la défense de la Chambre des députés du Brésil présente une motion de condoléances après le tremblement de terre ayant frappé Taïwan. La motion est déposée par Rodrigo Valadares, membre du groupe d’amitié avec Taïwan. Ce groupe d'amitié reçoit ensuite un don privé de 320 000 dollars taïwanais (TWD, 1 TWD = 0,029 EUR)[22].

## Efficacité et résilience de Taïwan en matière de tremblements de terre

### Construction anti-sismique
« Les Taïwanais ont acquis une discipline remarquable dans les codes de la construction anti-sismique, et dans l'application de ces codes », dit Joseph Barbera, professeur associé à l'université George-Washington, envoyé à Taïwan lors du séisme de 1999 à Chichi. « On peut les féliciter pour la réduction du risque qu'ils ont pu mettre en œuvre, ainsi que pour leurs réactions efficaces ».
Le Washington Post précise également que c'est le niveau d'intensité VI qui a été visé (difficulté à tenir debout, violentes secousses, dommages aux bâtiments). Le gouvernement a également amélioré la résistance de 36 000 bâtiments existants, renforcé les écoles, les hôpitaux et les usines d'importance stratégique, comme celles de la fabrique de semi-conducteurs. Dans ces usines, dix heures seulement après le séisme, la production était revenue à 70% de la production normale.
La construction de nouveaux bâtiments à Taïwan est délibérément anti-sismique, évitant par exemple la construction d'immeubles dotés d'immenses salles ou halls d'entrée ouverts, qui affaiblissent leurs bases. Au contraire, les fondations sont renforcées le plus souvent possible grâce à des barres d'armature en acier robustes noyées dans du béton armé,. Des structures additionnelles sont ajoutées pour le renforcement,.
En dehors des constructions classiques, la résistance du gratte-ciel de la tour Taipei 101 haute de 509 m, subissant alors le plus grand séisme depuis son édification en 2004, illustre le succès des mesures anti-sismiques mises en œuvre sur les nouveaux bâtiments, ici grâce à l'intégration d'un amortisseur harmonique.

### Alerte rapide à Taïwan
Les sismologues taïwanais ont également mis au point une système d'alerte rapide très performant, et fortement renforcé la conscience du danger dans la population par de nombreux exercices.
Trois systèmes différents et complémentaires d'alerte rapide pour les tremblements de terre (Early Earthquake Warning, EEW) ont été créés depuis 25 ans à Taïwan : un système national opéré par l'Administration centrale de météorologie, qui envoie l'alerte aux médias et sur les téléphones du public, un système hybride opéré par l'Université nationale de Taïwan (NTU), et un système opérant sur les stations elles-mêmes, géré par le Centre national pour la recherche en ingénierie sismique (NCREE). Les deux premiers systèmes peuvent envoyer des alertes dans les vingt secondes qui suivent l'occurrence du séisme.